# Marcel Bierman
Marcel Bierman (1965) is een voormalig Nederlands rugby-international. Hij kwam uit voor zowel het nationale 15-mans rugbyteam, als het nationale sevensrugby team. Bierman speelde als fly-half.
Hij brak in 1988 tijdens het Hong Kong 7's rugbytoernooi zijn nek en kwam door de dwarslaesie in een rolstoel terecht. In oktober van dat jaar werd ten gunste van Bierman een benefietwedstrijd georganiseerd in Hilversum, waarbij het Nederlandse rugbyteam het opnam tegen een internationaal gelegenheidsteam.
Na zijn revalidatie werkte Bierman enkele jaren in de boekhouding. Eind jaren '90 stapte hij over naar Welzorg, waar hij advies ging geven over hulpmiddelen voor minder-validen, met rolstoelen als specialisatie.
Daarnaast is hij actief voor een project in Amsterdam dat beoogt sporten laagdrempeliger te maken voor mensen met een lichamelijke handicap.